# Рудник Південний Моінкум (Казатомпром)
Рудник Південний Моінкум (Казатомпром) – колишнє гірничодобувне підприємство на півдні Казахстану, яке здійснювало видобуток урану. 
Родовище Моінкум простягнулось у меридіональному напрямку на сім десятків кілометрів та ділиться на кілька ділянок. Відкрита в 1976-му ділянка №1 (Південна) у підсумку була розділена між казахським державним концерном «Казатомпром» та спільним підприємством «КАТКО», при цьому «Казатомпром» отримав південну частину Південної ділянки.  
Розробка належної «Казатомпрому» частини почалась в 2001 році із використанням методу підземного вилуuговування. Роботи спершу провадив Таукентский гірничо-хімічний комбінат, а потім рудник став активом створеної в 2015-му дочірньої компанії цього ж концерну «Казатомпром-SaUran».
З 2003-го продукція рудника надходила для збагачення на Таукентський аффінажний завод.
В 2018-му рудник зупинили на тлі вичерпання запасів (станом на 2021 рік за ним рахувались залишкові запаси лише у 351 тону урану).